# Білалба-Сасерра
Біла́лба-Сасе́рра (кат. Vilalba Sasserra) - муніципалітет, розташований в Автономній області Каталонія, в Іспанії. Код муніципалітету за номенклатурою Інституту статистики Каталонії - 83067. Знаходиться у районі (кумарці) Бальєс-Уріантал (коди району - 41 та VR) провінції Барселона, згідно з новою адміністративною реформою перебуватиме у складі Баґарії (округи) Барселона. 

## Населення
Населення міста (у 2007 р.) становить 588 осіб (з них менше 14 років - 16,3%, від 15 до 64 - 71,6%, понад 65 років - 12,1%). У 2006 р. народжуваність склала 8 осіб, смертність - 4 особи, зареєстровано 4 шлюби. У 2001 р. активне населення становило 304 особи, з них безробітних - 18 осіб.

Серед осіб, які проживали на території міста у 2001 р., 399 народилися в Каталонії (з них 242 особи у тому самому районі, або кумарці), 64 особи приїхали з інших областей Іспанії, а 28 осіб приїхало з-за кордону. 

Університетську освіту має 8,5% усього населення. 

У 2001 р. нараховувалося 184 домогосподарства (з них 21,7% складалися з однієї особи, 26,1% з двох осіб,25,5% з 3 осіб, 19,6% з 4 осіб, 4,9% з 5 осіб, 1,6% з 6 осіб, 0,5% з 7 осіб, 0% з 8 осіб і 0% з 9 і більше осіб).

Активне населення міста у 2001 р. працювало у таких сферах діяльності : у сільському господарстві - 3,5%, у промисловості - 33,9%, на будівництві - 8,7% і у сфері обслуговування - 53,8%. 

 У муніципалітеті або у власному районі (кумарці) працює 129 осіб, поза районом - 214 осіб.

### Безробіття
У 2007 р. нараховувалося 31 безробітний (у 2006 р. - 27 безробітних), з них чоловіки становили 41,9%, а жінки - 58,1%.

## Економіка

### Підприємства міста

#### Промислові підприємства
| \| Промислові підприємства міста, за сферою діяльності \| Промислові підприємства міста, за сферою діяльності \| Промислові підприємства міста, за сферою діяльності \| \| Рік \| 2002 р. \| 2001 р. \| \| --------------------------------------------------- \| --------------------------------------------------- \| --------------------------------------------------- \| \| Енергетичні та водні ресурси \| 0% \| 0% \| \| Хімія та метали \| 0% \| 10% \| \| Переробка металів \| 50% \| 40% \| \| Продукти харчування \| 10% \| 10% \| \| Текстиль \| 0% \| 0% \| \| Виробництво меблів, видання \| 20% \| 20% \| \| Інше \| 20% \| 20% \| \| Усього підприємств \| 10 \| 10 \| |         |         |
| Промислові підприємства міста, за сферою діяльності |         |         |
| Рік | 2002 р. | 2001 р. |
| Енергетичні та водні ресурси | 0%      | 0%      |
| Хімія та метали | 0%      | 10%     |
| Переробка металів | 50%     | 40%     |
| Продукти харчування | 10%     | 10%     |
| Текстиль | 0%      | 0%      |
| Виробництво меблів, видання | 20%     | 20%     |
| Інше | 20%     | 20%     |
| Усього підприємств | 10      | 10      |

#### Роздрібна торгівля
| \| Підприємства роздрібної торгівлі міста, за сферою діяльності \| Підприємства роздрібної торгівлі міста, за сферою діяльності \| Підприємства роздрібної торгівлі міста, за сферою діяльності \| \| Рік \| 2002 р. \| 2001 р. \| \| ------------------------------------------------------------ \| ------------------------------------------------------------ \| ------------------------------------------------------------ \| \| Продукти харчування \| 66,7% \| 75% \| \| Одяг та взуття \| 0% \| 0% \| \| Товари для дому \| 11,1% \| 0% \| \| Книги та періодичні видання \| 0% \| 0% \| \| Промислова хімічна продукція \| 11,1% \| 12,5% \| \| Продукція, пов'язана з транспортними засобами \| 0% \| 0% \| \| Інше \| 11,1% \| 12,5% \| \| Усього підприємств \| 9 \| 8 \| |         |         |
| Підприємства роздрібної торгівлі міста, за сферою діяльності |         |         |
| Рік | 2002 р. | 2001 р. |
| Продукти харчування | 66,7%   | 75%     |
| Одяг та взуття | 0%      | 0%      |
| Товари для дому | 11,1%   | 0%      |
| Книги та періодичні видання | 0%      | 0%      |
| Промислова хімічна продукція | 11,1%   | 12,5%   |
| Продукція, пов'язана з транспортними засобами | 0%      | 0%      |
| Інше | 11,1%   | 12,5%   |
| Усього підприємств | 9       | 8       |

#### Сфера послуг
| \| Підприємства міста, що працюють у сфері послуг, за діяльністю \| Підприємства міста, що працюють у сфері послуг, за діяльністю \| Підприємства міста, що працюють у сфері послуг, за діяльністю \| \| Рік \| 2002 р. \| 2001 р. \| \| ------------------------------------------------------------- \| ------------------------------------------------------------- \| ------------------------------------------------------------- \| \| Гуртова торгівля \| 19,2% \| 21,7% \| \| Готелі та готельний бізнес \| 19,2% \| 17,4% \| \| Транспорт та зв'язок \| 15,4% \| 13% \| \| Посередницькі фінансові послуги \| 0% \| 0% \| \| Послуги підприємствам \| 0% \| 0% \| \| Послуги фізичним особам \| 38,5% \| 39,1% \| \| Нерухомість та ін. \| 7,7% \| 8,7% \| \| Усього підприємств \| 26 \| 23 \| |         |         |
| Підприємства міста, що працюють у сфері послуг, за діяльністю |         |         |
| Рік | 2002 р. | 2001 р. |
| Гуртова торгівля | 19,2%   | 21,7%   |
| Готелі та готельний бізнес | 19,2%   | 17,4%   |
| Транспорт та зв'язок | 15,4%   | 13%     |
| Посередницькі фінансові послуги | 0%      | 0%      |
| Послуги підприємствам | 0%      | 0%      |
| Послуги фізичним особам | 38,5%   | 39,1%   |
| Нерухомість та ін. | 7,7%    | 8,7%    |
| Усього підприємств | 26      | 23      |

## Житловий фонд
У 2001 р. 4,3% усіх родин (домогосподарств) мали житло метражем до 59 м², 40,2% - від 60 до 89 м², 35,3% - від 90 до 119 м² і
20,1% - понад 120 м².

З усіх будівель у 2001 р. 84,7% було одноповерховими, 7,4% - двоповерховими, 7,4
% - триповерховими, 0,6% - чотириповерховими, 0% - п'ятиповерховими, 0% - шестиповерховими,
0% - семиповерховими, 0% - з вісьмома та більше поверхами.

## Автопарк
| \| Автомобілі, зареєстровані у місті, за призначенням \| Автомобілі, зареєстровані у місті, за призначенням \| Автомобілі, зареєстровані у місті, за призначенням \| \| Рік \| 2006 р. \| 2005 р. \| \| -------------------------------------------------- \| -------------------------------------------------- \| -------------------------------------------------- \| \| Приватні автомобілі \| 60,5% \| 62,3% \| \| Мотоцикли \| 9,9% \| 9% \| \| Вантажівки \| 26,3% \| 25,5% \| \| Трактори \| 0,6% \| 0,6% \| \| Автобуси та ін. \| 2,7% \| 2,6% \| \| Усього автомобілів \| 524 шт. \| 509 шт. \| |         |         |
| Автомобілі, зареєстровані у місті, за призначенням |         |         |
| Рік | 2006 р. | 2005 р. |
| Приватні автомобілі | 60,5%   | 62,3%   |
| Мотоцикли | 9,9%    | 9%      |
| Вантажівки | 26,3%   | 25,5%   |
| Трактори | 0,6%    | 0,6%    |
| Автобуси та ін. | 2,7%    | 2,6%    |
| Усього автомобілів | 524 шт. | 509 шт. |

## Вживання каталанської мови
У 2001 р. каталанську мову у місті розуміли 95,6% усього населення (у 1996 р. - 97,9%), вміли говорити нею 83,5% (у 1996 р. - 
92,4%), вміли читати 81,4% (у 1996 р. - 88,7%), вміли писати 57
% (у 1996 р. - 55,2%). Не розуміли каталанської мови 4,4%.

## Політичні уподобання
У виборах до Парламенту Каталонії у 2006 р. взяло участь 266 осіб (у 2003 р. - 301 особа). Голоси за політичні сили розподілилися таким чином:
| \| Вибори до Парламенту Каталонії \| Вибори до Парламенту Каталонії \| Вибори до Парламенту Каталонії \| \| Рік \| 2006 р. \| 2003 р. \| \| -------------------------------------- \| ------------------------------ \| ------------------------------ \| \| Конвергенція та Єднання (CiU) \| 42,9% \| 48,5% \| \| Соціалістична партія Каталонії (PSC) \| 12,8% \| 15% \| \| Народна партія (PP) \| 13,2% \| 9,3% \| \| Ініціатива за зелену Каталонію (IC) \| 7,9% \| 5,6% \| \| Республіканська лівиця Каталонії (ERC) \| 13,9% \| 20,3% \| \| Громадянська партія (C's) \| 3% \| 0% \| \| Інші \| 6,4% \| 1,3% \| |         |         |
| Вибори до Парламенту Каталонії |         |         |
| Рік | 2006 р. | 2003 р. |
| Конвергенція та Єднання (CiU) | 42,9%   | 48,5%   |
| Соціалістична партія Каталонії (PSC) | 12,8%   | 15%     |
| Народна партія (PP) | 13,2%   | 9,3%    |
| Ініціатива за зелену Каталонію (IC) | 7,9%    | 5,6%    |
| Республіканська лівиця Каталонії (ERC) | 13,9%   | 20,3%   |
| Громадянська партія (C's) | 3%      | 0%      |
| Інші | 6,4%    | 1,3%    |

У муніципальних виборах у 2007 р. взяло участь 257 осіб (у 2003 р. - 304 особи). Голоси за політичні сили розподілилися таким чином:
| \| Муніципальні вибори \| Муніципальні вибори \| Муніципальні вибори \| \| Рік \| 2007 р. \| 2003 р. \| \| -------------------------------------- \| ------------------- \| ------------------- \| \| Конвергенція та Єднання (CiU) \| 20,6% \| 35,5% \| \| Соціалістична партія Каталонії (PSC) \| 73,2% \| 14,1% \| \| Народна партія (PP) \| 6,2% \| 3,3% \| \| Ініціатива за зелену Каталонію (IC) \| 0% \| 0% \| \| Республіканська лівиця Каталонії (ERC) \| 0% \| 0% \| \| Громадянська партія (C's) \| 0% \| 0% \| \| Інші \| 0% \| 47% \| |         |         |
| Муніципальні вибори |         |         |
| Рік | 2007 р. | 2003 р. |
| Конвергенція та Єднання (CiU) | 20,6%   | 35,5%   |
| Соціалістична партія Каталонії (PSC) | 73,2%   | 14,1%   |
| Народна партія (PP) | 6,2%    | 3,3%    |
| Ініціатива за зелену Каталонію (IC) | 0%      | 0%      |
| Республіканська лівиця Каталонії (ERC) | 0%      | 0%      |
| Громадянська партія (C's) | 0%      | 0%      |
| Інші | 0%      | 47%     |